# Fonte d'aria alternativa
Una fonte d'aria alternativa (indicata talvolta come FAA) è un particolare tipo di configurazione degli erogatori per un'immersione subacquea nella quale viene prevista un'alternativa all'erogatore principale.

## Scopo
Lo scopo fondamentale di questo tipo di configurazione è quello di supplire ad eventuali rotture, malfunzionamenti o esaurimenti della principale fonte di sostentamento d'aria, consentendo quindi la respirazione subacquea anche all'insorgere di problemi.

### Rottura del primo erogatore
Nel caso di rottura del primo erogatore sono state sviluppate, nel corso degli anni, varie alternative che possano risolvere questo problema; ovviamente la soluzione è sempre quella di ricorrere ad un secondo erogatore, ma vi sono comunque varie configurazioni che possono essere adottate: l'octopus, due erogatori distinti, la respirazione in coppia o la pony-tank.

#### Octopus

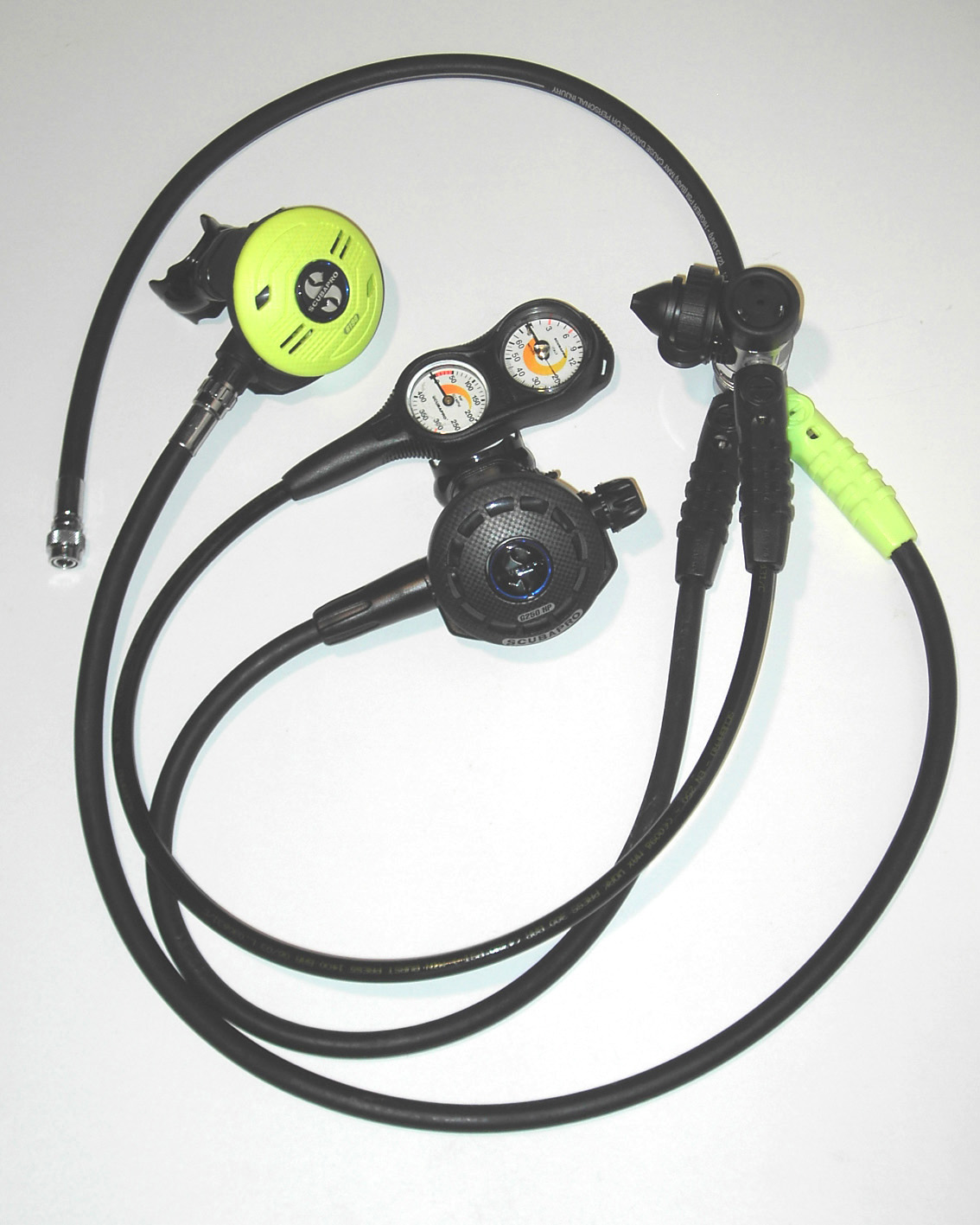
Una tipica configurazione ad octopus. Si nota l'erogatore secondario contraddistinto dal colore giallo.

Il cosiddetto octopus (il nome deriva dall'animale marino omonimo), consiste nella normale attrezzatura ARA montata nel seguente modo: un primo stadio collegato alla bombola a cui vengono collegati due secondi stadi (l'erogatore principale e quello di riserva, di solito contraddistinto dal colore giallo), un manometro/profondimetro e una frusta a bassa pressione per il giubbotto ad assetto variabile.
Non è la più sicura delle configurazioni possibili, per via della possibile rottura del primo stadio con conseguente interruzione della fonte d'aria; i motivi per cui viene scelta sono spesso di natura prettamente economica (si risparmia il costo di un secondo primo stadio).

#### Erogatori distinti
Con una configurazione composta da due erogatori distinti (cioè di due primi stadi e di due secondi stadi) si ha la soluzione al problema della rottura del primo stadio esposta sopra. In questo caso infatti è possibile continuare a respirare dall'altro erogatore, collegato ad un primo stadio ancora funzionante, chiudendo la rubinetteria a cui è attaccato il primo stadio rotto e non sprecando quindi ulteriore aria.

#### Respirazione in coppia
La respirazione in coppia viene insegnata fin dal primo brevetto di alcune didattiche.
Sono infatti previste procedure apposite per la risalita e il sostentamento del proprio compagno in difficoltà, che vengono insegnate e provate durante i corsi di subacquea.

#### Pony-tank
La pony-tank consiste semplicemente in una piccola bombola, dalla capacità da 3 a 7 litri, munita di un erogatore e di un manometro a parte.
È un sistema poco diffuso nell'ambito delle immersioni sportive, mentre è quasi d'obbligo per quanto riguarda le immersioni tecniche e quelle in solitaria.

### Esaurimento della scorta d'aria

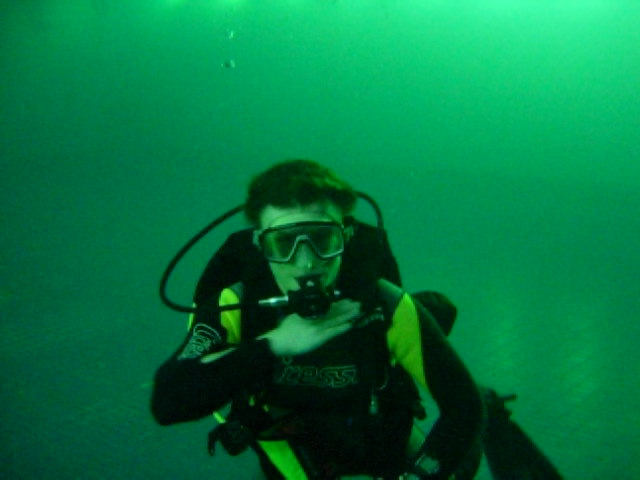
Il segnale "Ho finito l'aria".

Partendo dal presupposto che l'esaurimento della scorta d'aria derivi quasi sempre da un errore del subacqueo (per un'errata programmazione dell'immersione, ad esempio), la soluzione per affrontare questo tipo di problema è l'uso dell'aria del compagno o, se consentito in sicurezza, la riemersione.
Nel caso che ci si diriga verso un compagno questi deve disporre di una fonte alternativa chiaramente visibile (di solito di colore giallo), in modo da essere facilmente reperibile in tempo breve; un sub in difficoltà può avere solo pochi secondi a disposizione dopo aver esaurito l'aria, quindi la rapidità è fondamentale.
L'addestramento in piscina e il concordare, prima dell'immersione, un sistema di segnalazione subacquea standard, possono aiutare a risolvere velocemente il problema in una situazione di tranquillità: la segnalazione "ho finito l'aria" deve essere seguita immediatamente dall'offerta dalla fonte d'aria alternativa del compagno o dall'erogatore primario per qualche boccata prima di sganciare la fonte secondaria. In caso di reale emergenza, invece, potrebbe non esserci il tempo di segnalare alcunché e, quindi, la posizione dell'erogatore secondario deve essere nota a tutti i subacquei e la sua visibilità deve essere facile.
Si seguirà poi alla risalita in superficie usando la respirazione in coppia.